# Cromemco Systeme 0
Cromemco Systeme 0 (Systeme 0) је професионални рачунар, производ фирме Cromemco који је почео да се израђује у Сједињеним Америчким Државама током 1982. године.
Користио је Z80A као централни микропроцесор а RAM меморија рачунара Systeme 0 је имала капацитет од 1 KB до 512 KB.
Као оперативни систем коришћен је CP/M, Cromix.

## Детаљни подаци
Детаљнији подаци о рачунару Systeme 0 су дати у табели испод.
|                       |                                       |
| [ 1 ]                 |                                       |
| Произвођач            |                                       |
| Тип                   | професионални рачунар                 |
| Меморија              | од 1 до 512 KB                        |
| Поријекло             | Сједињене Америчке Државе             |
| Година                | 1982                                  |
| Тастатура             | видео терминал                        |
| Процесор              |                                       |
| Фреквенција процесора | 4                                     |
| RAM                   | од 1 до 512 KB                        |
| ROM                   | 4 (монитор)                           |
| Текст                 | зависно од коришћеног видео терминала |
| Графика               |                                       |
| Боја                  |                                       |
| Звук                  | два 8-битна канала (моно)             |
| Димензије             | непознато                             |
| Портови               |                                       |
| Оперативни систем     |                                       |